# Eustrophus tomentosus
Eustrophus tomentosus là một loài bọ cánh cứng trong họ Tetratomidae. Loài này được Say miêu tả khoa học đầu tiên năm 1827.